# Kaihuset

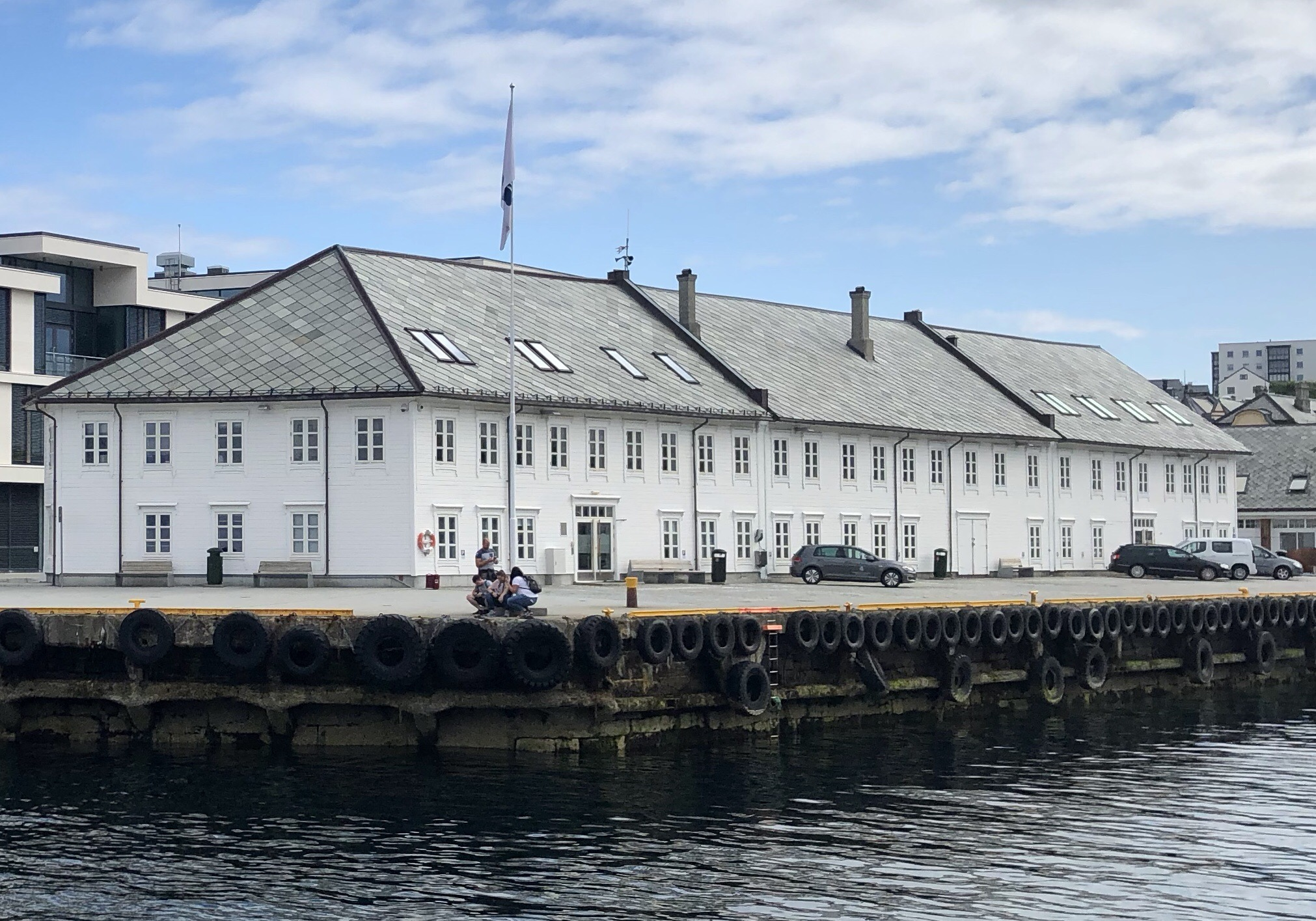
Kaihuset, 2019

Das Kaihuset ist ein denkmalgeschütztes Lagergebäude in der norwegischen Stadt Ålesund.
Es befindet sich am Skansekaia an der Nordseite des Hafens Ålesund, an der Westseite der Insel Nørvøy.
Das zweigeschossige, weiße Kaihuset entstand im Jahr 1860 und diente für die Zollabfertigung im Hafen von Ålesund. Es besteht aus drei in einer Reihe entlang des Kais angelegten Gebäudeteilen und gehört zu den wenigen Gebäuden, die beim Stadtbrand von Ålesund im Jahr 1904 erhalten blieben.